# نیرس
نیرس، روستایی است از توابع بخش کجور شهرستان نوشهر در استان مازندران ایران.
این روستا یکی از قدیمی ترین روستاهای مازندران میباشد که نام آن  در نقشه های قدیمی دوران تیموریه با نام نیروس آورده شد،در کتاب جنگ های محلی ، تاریخ طبرستان ، از آستارا تا استر آباد ، و همچنین در منابع زیدیه نام عالمان و بزرگان روستا به چشم میخورد، برای رسیدن به نیرس باید از یک جاده ی فوق العاده زیبا با درختان سوزنی برگ شاه سُر و کاج عبور کنید ونمایان شدن جنگل های هیرکانی نشان از رسیدن به روستا میباشد، در کنار نیرس روستای بسطام با قدمت حدودی سیصد سال و روستای تقی آباد در سمتی دیگر پدید آمدند و این دو روستا تقریبا به هم متصل شده و مردم نیرس و بسطام کنار هم نام برده شده و کنار هم در تعامل هستند

## چهره ها
این روستا یکی از قدیمی ترین روستاهای بخش کجور میباشد و در کتب تاریخی با عنوان نیروس در کنار نور و رویان نام آن به چشم میخورد
این روستا محل سکونت اساتید بزرگ موسیقی کشور از جمله داوود کلوانی و روزنامه نگاران جوانی چون مهرداد نقیبی میباشد
وزیر راه و ترابری سابق کشور دکتر حمید بهبهانی در دوره ریاست جمهوری محمود احمدی نژاد به این روستا سفر کرده است.

## جمعیت
این روستا در دهستان پنجک‌رستاق قرار دارد و براساس سرشماری مرکز آمار ایران در سال ۱۳۸۵، جمعیت آن ۳۱۸ نفر (۷۱خانوار) بوده‌است.